# 林新一郎
林 新一郎（はやし しんいちろう、1948年（昭和23年）5月12日 - ）は、日本の政治家、実業家。元長野県岡谷市長。

## 来歴
岡谷市生まれ。松商学園高等学校を経て、東京農業大学農学部醸造学科卒業。昭和46年（1971年）繊維会社に入社したが、父の死去により、家業の豊島屋を承継した。岡谷商工会議所副会頭を経て、平成7年（1995年）岡谷市長選挙に当選した。
2022年11月3日、秋の叙勲において、旭日小綬章を受章した。